# Tuvalu B-Division
De Tuvalu B-Division  is de tweede hoogste voetbalcompetitie op Tuvalu. De hele competitie speelt zich af op het Tuvalu Sports Ground op het hoofdatol Funafuti, omdat dit het enige veld is. De competitie bestaat alleen maar uit B-teams. Wedstrijden worden gespeeld over twee helften van dertig minuten.
De Tuvalu B-Divison kent geen promotie en geen degradatie, men heeft wel de hogere competitie de Tuvalu A-Division.

## Winnaars
- 2005: Niutao B
- 2006: Tofaga B
- 2007: Nauti B
- 2008: Lakena B
- 2009: Tofaga B
- 2010: Nauti B
- 2011: Tofaga B
- 2012: Nauti B
- 2013: Tofaga B
- 2014: Lakena B
- 2015: onbekend
- 2016: onbekend
- 2017: Manu Laeva B
- 2018: onbekend
- 2019: onbekend
- 2020: Tamanuku B
- 2021: Tofaga B

Bron: 

## Titels per club
| Club         | Totaal | Kampioen in:                 |
| ------------ | ------ | ---------------------------- |
| Tofaga B     | 5      | 2006, 2009, 2011, 2013, 2021 |
| Nauti B      | 3      | 2007, 2010, 2012             |
| Lakena B     | 2      | 2008, 2014                   |
| Niutao B     | 1      | 2005                         |
| Manu Laeva B | 1      | 2017                         |
| Tamanuku B   | 1      | 20202                        |

1. ↑  Schoggl, Hans, Tuvalu– List of Champions; Division A (Men). Rec.Sport.Soccer Statistics Foundation (22 april 2021). Geraadpleegd op 8 april 2022.

Nationaal elftal ·
Nationaal zaalvoetbalteam ·
A-Division ·
B-Division ·
Independence Cup ·
NBT Cup ·
Christmas Cup ·
Tuvalu Games